# Gonzalo Aguilar
Gonzalo Aguilar, vollständiger Name Gonzalo Aguilar Camacho, (* 2. August 1987 in Montevideo) ist ein uruguayischer Fußballspieler.

## Karriere
Defensivakteur Aguilar steht seit der Apertura 2007 im Profikader des uruguayischen Vereins Racing aus Montevideo. In den Saisons 2009/10, 2010/11, 2011/12, 2012/13 und 2013/14 lief er in elf (kein Tor), 18 (1), 21 (1), 24 (1) bzw. 27 Partien (0) der Primera División auf. Zudem kam er in einer Begegnung (kein Tor) der Copa Libertadores 2010 zum Einsatz. In der Saison 2014/15 wurde er 30-mal (ein Tor) in der höchsten uruguayischen Spielklasse eingesetzt. Es folgten in der Spielzeit 2015/16 13 weitere Erstligaeinsätze (kein Tor). Für die Saison 2016 stehen 13 Ligaspiele (kein Tor) für ihn zu Buche. In der Saison 2017 absolvierte er bislang (Stand: 10. August 2017) vier Erstligapartien (kein Tor).